# 2009 au Gabon
2007 au Gabon - 2008 au Gabon - 2009 au Gabon - 2010 au Gabon - 2011 au Gabon
2007 par pays en Afrique - 2008 par pays en Afrique - 2009 par pays en Afrique - 2010 par pays en Afrique - 2011 par pays en Afrique]

Cet article présente les faits marquants de l'année 2009 au Gabon.

## Chronologie

### Janvier 2009
- Mardi 6 janvier 2009 : à la suite des arrestations des 30 et 31 décembre 2008, trois personnes demeurent encore détenues par la police judiciaire. Grégory Ngbwa Mintsa est un fonctionnaire gabonais et seul ressortissant africain à avoir osé cosigner la plainte déposée le 2 décembre à Paris par l'ONG Transparency International. Georges Mpaga est président du « réseau des organisations libres de la société civile pour la bonne gouvernance au Gabon ». Marc Ona Essangui coordonne la branche gabonaise du réseau international « Publiez ce que vous payez »[1].

- Lundi 12 janvier 2009 : Selon l'hebdomadaire Marianne, l'écrivain et enquêteur Pierre Péan annonce la publication d'un livre mettant en cause le ministre des Affaires étrangères Bernard Kouchner dans le recouvrement de factures dues par le Gabon à des sociétés de conseil qui lui seraient liées[2].

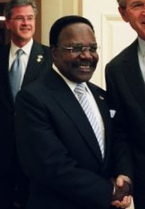
Omar Bongo
(décembre 2004)

- Dimanche 18 janvier 2009 : Un EC 725 Cougar du détachement de l'ALAT stationné à Libreville s'écrase à une cinquantaine de kilomètres au large des côtes du Gabon quelques minutes après avoir décollé du TCD Foudre. L'appareil, qui participait à des manœuvres franco-gabonaises, avait 10 hommes à bord, dont 8 trouvent la mort[3]. L'armée française effectuait avec les forces gabonaises « un exercice de coordination d'opérations de sécurisation maritime », baptisé "N'Gari", engageant quelque 600 militaires, des hélicoptères Cougar et Fennec ainsi qu'un avion de transport C160. Le ministre français de la défense, Hervé Morin, s'est immédiatement rendu sur place.

- Lundi 19 janvier 2009 : Une mutinerie avec prise d'otages s'est déroulée pendant une dizaine d'heures à la prison centrale faisant deux morts et plusieurs blessés. Selon le ministre de l'Intérieur, André Mba Obame, « il y aurait pu avoir beaucoup plus de morts si tout le monde n'avait pas agi avec sang-froid ».

### Février 2009
- Mardi 10 février 2009 : Un journaliste français Pierre Morel et un journaliste suisse Olivier Ponthus, de l'agence audiovisuelle Capa, ont été interpellés à Libreville pour s'être présentés comme touristes alors que leur but était de mener « des activités journalistiques ». Ils ont été libérés le lendemain et sont rentrés à Paris. Selon leur dire, les deux journalistes étaient en fait au Gabon pour tourner un reportage sur le développement des parcs naturels et les populations pygmées dans ces parcs, et non pas sur l'affaire Kouchner, comme l'affirmait mardi la première chaîne de la télévision gabonaise.

- Jeudi 26 février 2009 : Dans le cadre d'un procès commercial, les comptes bancaires français du président Omar Bongo ont été saisis après sa condamnation à Bordeaux à verser 457 347 euros, au fils d'un chef d'entreprise français qui avait dû payer cette somme pour faire libérer son père René Cardona détenu à Libreville en 1996 qui avait été emprisonné à la suite d'un différend avec le chef de l'État gabonais à qui il avait vendu sa société d'armement et de pêche. Le président gabonais devra également acquitter les intérêts ainsi que les frais de justice[4].

### Mars 2009
- Mercredi 4 mars 2009 : Le porte-parole du gouvernement, René Ndemezo'o Obiang « observe depuis quelques semaines le développement persistant d'une campagne des médias français portant atteinte à la personne du président, […] souligne le risque que la récurrence d'un tel acharnement complice des médias français et de certains acteurs contre le président de la République gabonaise ne ternisse gravement les relations historiques qui unissent la France et le Gabon » et précisant avoir « la forte conviction qu'il existe une collusion entre les médias français et certains acteurs aux motivations inavouées » contre le président Omar Bongo[5].

- Vendredi 6 mars 2009 : Le parti au pouvoir appelle à « réexaminer en profondeur les accords de coopération » avec la France où, selon lui, est « orchestrée une vaste campagne de déstabilisation contre le Gabon et ses plus hautes autorités ».

- Samedi 7 mars 2009 : Une église évangélique a offert un mariage collectif à 21 couples qui ne pouvaient payer les frais de leur union. « Certains vivaient depuis 15, 20 voire plus de 20 ans ensemble ». La cérémonie a été célébrée dans un gymnase du quartier d'Ozangué (sud de Libreville).

- Samedi 14 mars 2009 : La présidence annonce le décès à Rabat (Maroc) d'Édith Lucie Bongo Ondimba, l'épouse du président Omar Bongo.

- Mardi 14 mars 2009 : Le parquet de Monaco ordonne l'ouverture d'une enquête sur de possibles comptes qui auraient été ouverts dans la principauté au nom d'Édith Bongo, l'épouse décédée du chef d'État gabonais Omar Bongo. L'enquête aura pour objet de vérifier l'existence de ces comptes ainsi qu'une possible infraction, pénale ou civile. L'ouverture de cette enquête fait suite à un courrier adressé la semaine dernière au prince Albert II de Monaco et au procureur de Monaco par l'organisation non gouvernementale Sherpa, signalant l'existence de plusieurs comptes ouverts dans des établissements bancaires monégasques par Édith Bongo, décédée le 14 mars.

### Avril 2009
- Dimanche 12 avril 2009 : Le président Omar Bongo demande à la justice de débloquer ses comptes bancaires en France saisis après un jugement le condamnant à restituer une somme versée par un Français, Thierry Cardona, pour faire libérer son père détenu. Neuf comptes de Omar Bongo à la BNP et au Crédit Lyonnais représentant 4,29 millions d'euros ont été saisis. Cette « saisie attribution » a été opérée après un arrêt de la cour d'appel de Bordeaux du 29 septembre condamnant Bongo à rembourser 457 347 euros versés en 1996 par Thierry Cardona sur le compte personnel du chef de l'État gabonais pour faire libérer son père détenu à Libreville[6].

### Mai 2009
- Mercredi 6 mai 2009 : Le président Omar Bongo, décide la « suspension momentanée de ses activités », « pour se ressourcer dans le repos » et faire le deuil de son épouse, Edith Lucie (45 ans), dont le décès, le 14 mars après trois ans de maladie, l'a « profondément marqué ». La suspension des activités présidentielles a été décidée « à la demande pressante et renouvelée de la famille et de plusieurs personnalités politiques du pays qu'il a reçues et dans le souci de s'inscrire dans la tradition gabonaise du veuvage ».

- Lundi 18 mai 2009 : Selon le Syndicat national des personnels de santé (Synaps), les personnels de santé reprennent le travail après quatre mois de grève, à la suite d'un accord obtenu avec le gouvernement sur leurs conditions de travail et de salaire. Le gouvernement a accepté l'octroi d'une prime de logement aux agents non hébergés par l'État et l'instauration d'une « prime de servitude et de risque aux agents des structures sanitaires et hospitalières » de 30 000 à 150 000 FCFA (46 à 229 euros) par mois selon les catégories.

- Lundi 25 mai 2009 : La France fait un don de 700 000 euros pour préparer des projets de l'Agence française de développement au Gabon. Il servira à financer des études de faisabilité dans le domaine des infrastructures, notamment le barrage hydro-électrique de Ngoulmendjim, dans la région de l'Estuaire où est située Libreville.

### Juin 2009
- Dimanche 7 juin 2009 : mort du président Omar Bongo (73 ans) des suites d'un cancer. Président du Gabon depuis 41 ans, et doyen des chefs d'État africains, il était hospitalisé depuis un mois à Barcelone, dans la clinique privée Quiron.

- Lundi 8 juin 2009 : Le premier ministre Jean Eyeghe Ndong, dément l'annonce de la mort du président Omar Bongo Ondimba et déclare l'avoir vu « bien en vie » à la suite de la visite qu'il vient d'effectuer auprès de lui à Barcelone en compagnie de plusieurs ministres gabonais et du chef de l'Assemblée nationale[7]. À midi, la mort du président est officiellement annoncée. Le ministère de la Défense décide « la fermeture des frontières terrestres, aériennes et maritimes » après le décès du président Omar Bongo Ondimba, selon un communiqué lu à la télévision publique RTG1[8],[9].

- Mardi 9 juin 2009 :
  - La Cour constitutionnelle, présidée par Marie-Madeleine Mborantsuo, après avoir constaté la vacance du pouvoir à la suite du décès du président Omar Bongo Ondimba, confie les fonctions de chef de l'État par intérim à la présidente du Sénat, Rose Francine Rogombé.
  - L'ancien président de la République française, Valéry Giscard d'Estaing révèle avoir appris en 1981 que le président Bongo « soutenait financièrement Jacques Chirac » Jacques Chirac pour sa campagne pour la présidentielle, ce que dément ce dernier dès le lendemain[10].

- Mercredi 10 juin 2009 :
  - Publication du programme officiel des obsèques du président Omar Bongo Ondimba : il sera inhumé le 18 juin à Franceville, dans sa région natale du Haut-Ogooué (est), après une semaine d'hommage à Libreville.
  - La nouvelle présidente par intérim, Rose Francine Rogombé (66 ans), ancienne présidente du Sénat, prête serment devant les autorités dans la salle de conférences de la Cité de la Démocratie : « Je jure de consacrer toutes mes forces au bien du peuple gabonais, en vue d'assurer son bien-être et de le préserver de tout dommage, de respecter et de défendre la Constitution et l'État de droit, de remplir consciencieusement les devoirs de ma charge et d'être juste envers tous ». La cérémonie s'est déroulée notamment en présence des députés, sénateurs, du Premier ministre et de son gouvernement et de diplomates en poste à Libreville. Mme Rogombé a tous les pouvoirs d'un président de la République élu à quelques exceptions près : elle ne peut organiser de référendum et ne peut dissoudre l'Assemblée[11].

- Mardi 16 juin 2009 : Obsèques nationales du président Omar Bongo Ondimba dans une profusion de couronnes mortuaires. Le président français Nicolas Sarkozy a été hué par plusieurs dizaines de Gabonais à son arrivée au palais présidentiel de Libreville qui voulaient dénoncer la « Françafrique » dont le président défunt était considéré comme le dernier « dinosaure » de cette relation ambiguë entre la France et ses anciennes colonies[12].

- Jeudi 18 juin 2009 : Inhumation du défunt président Omar Bongo Ondimba à Franceville, dans sa région natale du Haut-Ogooué (est), après une semaine d'hommage à Libreville.

- Vendredi 19 juin 2009 : Le premier ministre Jean Eyéghé Ndong présente la démission de son gouvernement à la présidente intérimaire comme l'a décidé la Cour constitutionnelle à la suite du décès du chef de l'État Omar Bongo Ondimba.

- Lundi 22 juin 2009 : Le premier ministre Jean Eyéghé Ndong reconnaît[13] que l'élection présidentielle ne pourrait avoir lieu fin juillet comme prévu par la Constitution. Mais des commentateurs et certaines sources du gouvernement comme de l'opposition estiment impératif de repousser ce délai afin de procéder à une révision des listes électorales[14].

- Mardi 23 juin 2009 : La présidente par intérim, Rose Francine Rogombé, débute les discussions avec les responsables de partis politiques, d'une dizaine de formations de l'opposition, sur l'organisation de l'élection présidentielle. Cette concertation doit aboutir à la révision des listes électorales, ce qui obligerait à repousser la présidentielle.

### Juillet 2009

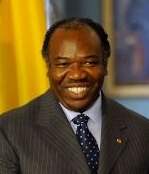
Ali Ben Bongo Ondimba

- Mercredi 15 juillet 2009 : Le bureau politique du Parti démocratique gabonais (PDG, au pouvoir) « choisit » le fils du défunt président, Ali Ben Bongo Ondimba (50 ans), comme candidat à l'élection présidentielle anticipée. Le choix doit « être confirmé par le congrès », le 18 juillet, instance suprême qui doit investir le candidat. Ali Bongo, l'actuel ministre de la Défense, était en lice avec neuf autres « candidats à la candidature » au sein du PDG. Parmi eux figuraient l'actuel premier ministre Jean Eyéghé Ndong, ainsi que l'actuel ministre des Mines et du Pétrole, Casimir Oyé Mba[15].

- Vendredi 17 juillet 2009 : Le chef du gouvernement, Jean Eyéghé Ndong, annonce sa candidature officielle en tant qu'indépendant et sa démission du poste de premier ministre. La présidente par intérim, Rose Francine Rogombé, nomme comme nouveau premier ministre, Paul Biyoghé Mba (53 ans), précédemment ministre de l'Agriculture et de l'élevage.

- Jeudi 23 juillet 2009 : La Commission électorale nationale autonome et permanente retient 23 dossiers de candidature, dont 3 femmes, sur les 28 présentés, pour la présidentielle du 30 août, dont ceux de :
  - pour le parti au pouvoir : Ali Ben Bongo Ondimba, ministre de la Défense et fils du défunt président, d'André Mba Obame, ancien ministre de l'Intérieur, de Casimir Oyé Mba, ancien ministre du Pétrole, de Jean Eyéghé Ndong, ancien premier ministre, de Paul Mba Abessole, ancien vice-Premier ministre ;
  - pour l'opposition : Pierre Mamboundou (Union pour le peuple gabonais), Zacharie Myboto (Union gabonaise pour la démocratie et le développement), Jules Aristide Bourdes-Ogouliguende (Congrès pour la démocratie et la Justice).

### Août 2009
- Lundi 3 août 2009 : Les enseignants du secteur public primaire et secondaire ont décidé de travailler en août afin que l'année scolaire 2008-2009 qui a été fortement perturbée par plusieurs mois de grève (octobre à janvier, puis mois de mai) ne soit pas une année blanche.

- Vendredi 7 août 2009 : À Libreville, des affrontements violents ont opposé plusieurs milliers de manifestants aux forces de l'ordre après la dispersion d'un rassemblement interdit par les autorités gabonaises, qui demandaient la démission du gouvernement du ministre de la Défense, Ali Ben Bongo, candidat à la présidentielle du 30 août. Il y a eu plusieurs blessés[16].

- Jeudi 20 août 2009 : Selon une coalition de 5 partis ayant pour candidat le chef de l'opposition Pierre Mamboundou, la liste officielle de 813 000 électeurs inscrits pour le scrutin présidentiel du 30 août au Gabon, « est totalement truqué », estimant que « cette liste comporte des anomalies monstrueuses ». Après notamment la soustraction de 120 000 doublons évoqués par le gouvernement et en considérant « une progression arithmétique de 2,5 % de la population en âge de voter », le « corps électoral devrait être de 695 000 électeurs »[17].

- Dimanche 30 août 2009 : Les trois candidats favoris pour l'élection présidentielle ont revendiqué la victoire, sans attendre les résultats officiels de ce scrutin devant désigner le successeur du président décédé Omar Bongo.

- Lundi 31 août 2009 : Des militaires et policiers en tenue anti-émeutes, de la garde mobile, sont déployés aux points névralgiques de Libreville, alors que l'ancien ministre de l'Intérieur, André Mba Obame, a mis en garde contre « un coup d'État électoral » : « Dans 7 provinces sur 9, le candidat du Parti démocratique gabonais est battu. Vous ne pouvez pas remporter comme ça sauf si les règles de l'arithmétique ont changé ».

### Septembre 2009
- Mardi 1er septembre 2009 : Selon les 35 observateurs de l'Union africaine, le scrutin présidentiel s'est déroulé « conformément aux dispositions légales » mais avec des « irrégularités » et des « faiblesses », citant des « urnes non scellées par endroits », « l'absence de représentants de tous les candidats dans certains bureaux de vote visités », « la présence remarquée des forces de sécurité », « la non maîtrise des opérations de vote par certains membres des bureaux de vote » et « l'absence de scrutateurs dans certains bureaux de vote lors du dépouillement »[18].

- Jeudi 3 septembre 2009 :
  - La Commission électorale annonce la victoire officielle d'Ali Bongo Ondimba à l'élection présidentielle. Ses principaux rivaux André Mba Obame et Pierre Mamboundou crient à la fraude. André Mba Obame aurait été « blessé à la tête et à l'épaule » lors de la dispersion, de partisans de l'opposition réunis près des locaux de la Commission électorale.
  - Résultats de l'élection présidentielle du 30 août, d'après le ministère de l'intérieur, le taux de participation s'élève à 44,29 % et plus de 800 000 Gabonais étaient inscrits sur les listes électorales. Ont obtenu : Ali Bongo Ondimba, 141 952 voix (41,73 %); André Mba Obame, 88 026 voix (25,88 %); Pierre Mamboundou : 85 597 voix (25,22 %); Zacharie Myboto, 15 418 voix (3,04 %)…. Casimir Oyé Mba, Pierre-Claver Maganga Moussavou, Bruno Ben Moubamba, Georges Bruno Ngoussi, Jules Aristide Bourdes-Ogouliguende, Albert Ondo Ossa, chacun d'eux ont obtenu moins de 1 %, huit autres candidats ont obtenu moins de 0,20 % des voix. Pour être définitifs, ces résultats doivent être validés par la Cour constitutionnelle.
  - De graves incidents ont eu lieu dans de nombreux endroits. Le couvre-feu a été instauré à Port-Gentil, la capitale économique, où, des émeutiers ont attaqué la prison et libéré les prisonniers ; le consulat de France a été incendié, 3 stations Total ont été pillées, de nombreux petits commerces tenus par des immigrés ont été pillés. À Libreville, des automobiles ont été brûlées[19].

- Vendredi 4 septembre 2009 : Les violences et les pillages ont continué dans la nuit à Port-Gentil, malgré le couvre-feu. Des commerces ont été pillés et des stations-essence détruites dans la plupart des quartiers périphériques par plusieurs groupes de pillards qui ont été actifs jusqu'au petit matin. Le centre sportif et social de Total est incendié ainsi qu'un commissariat. Plus d'une cinquantaine de personnes, de 14 à 30 ans, ont été interpellées. Les quartiers résidentiels et le centre-ville étaient sécurisés. Total a décidé de transférer « temporairement » les familles des personnels vers Libreville alors que des centaines d'habitants quittent la ville. Le gouverneur de la région de l'Ogooué maritime a été relevé de ses fonctions « sur décision du Conseil des ministres ». Il lui est reproché de n'avoir « pas joué son rôle » de ne pas avoir « fait intervenir les forces de l'ordre » et d'avoir laissé « les gens casser »[20].

- Samedi 5 septembre 2009 :
  - Les violences urbaines post-électorales ont continué à Port-Gentil où les forces de l'ordre ont utilisé les armes à feu contre les pillards, faisant 2 morts.
  - Le chef d'État libyen, Mouammar Kadhafi, président en exercice de l'Union africaine, est le premier dirigeant international à féliciter Ali Bongo Ondimba, proclamé vainqueur de la présidentielle à tour unique du 30 août avec 41,73 % des voix. Il a souhaité qu'il poursuive le travail de son père « dans la consolidation du processus de l'Union africaine et le parachèvement de la mise en place de l'autorité fédérale, sur la voie de la réalisation de la mise en œuvre des États-Unis d'Afrique ».
  - Les candidats battus lors de l'élection présidentielle, réunis au siège de campagne de l'opposant Zacharie Myboto, réaffirment que les résultats de l'élection présidentielle du 30 août remportée par Ali Bongo, « sont faux ».

- Dimanche 6 septembre 2009 : Des centaines de familles continuent à quitter Port-Gentil, où un calme relatif est revenu après de nouvelles violences survenues dans la nuit malgré le couvre-feu. Les compagnies aériennes ont suspendu leurs vols vers Port-Gentil et la ville est aussi inaccessible par voie terrestre.

- Lundi 7 septembre 2009 : Les concurrents d'Ali Bongo Ondimba lors des élections présidentielles ont tenu une conférence de presse commune pour demander un recompte des voix. Ils ont aussi prévu d'appeler à des « actions graduelles » pour contester l'élection : « Cela peut être des marches, des manifestations ou une opération ville-morte […] Mais il faudra rester prudent, car les violences et la répression de Port-Gentil sont dans tous les esprits »[21].

- Mercredi 9 septembre 2009 : Le nouveau gouverneur de la province de l'Ogooué maritime, Thomas Nkouhomi, nommé le 3 septembre, annonce que 311 personnes ont été arrêtées, dont 20 femmes, dans le cadre des violences post-électorales à Port-Gentil, capitale pétrolière du Gabon, où « le calme total est revenu. Toute l'activité économique a repris son cours normal ». 27 des personnes arrêtées sont des évadés de la prison incendiée par des émeutiers qui avaient libéré les détenus. Le gouverneur réaffirme le bilan officiel de 3 morts lors de ces émeutes alors que l'opposant Pierre-André Kombila fait état d'« au moins 15 morts »[22].

- Jeudi 17 septembre 2009 : L'ancien ministre de l'Intérieur, André Mba Obame, classé 2e à l'élection présidentielle annonce avoir déposé un recours en annulation du scrutin, « faussé » selon lui par une « fraude massive » : « Après une dizaine de jours d’investigations et d’analyse des opérations électorales, je suis parvenu à la conclusion incontestable que le scrutin […] a été faussé par une fraude massive, orchestrée de manière experte par la CENAP au profit du candidat du PDG », Ali Bongo Ondimba. « Je viens de déposer un recours en annulation de ce scrutin devant la Cour Constitutionnelle […] la constatation dans l’urne d’un nombre de lots d’enveloppes accolées supérieur au nombre d'émargements constitue une cause d’annulation totale ou partielle des élections […] de manière préméditée, planifiée et organisée, les procès-verbaux de plusieurs centaines de bureaux de vote ont été falsifiés avec la complicité des présidents des bureaux de vote ». Selon un collectif de candidats, trois autres candidats battus ont également déposé un recours pour les mêmes motifs, et d'autres le feront d'ici à la date limite fixée à samedi[23].

- Vendredi 25 septembre 2009 : le directeur de publication du quotidien national L'Union (25 000 exemplaires), Albert Yangari, est interpellé par des militaires, après des articles sur les violences post-électorales à Port-Gentil. Le journal a affirmé que « le nombre de victimes peut atteindre vingt-deux personnes »[24].

- Samedi 26 septembre 2009, affaire René Cardona : selon le quotidien français Sud Ouest, l'ancien armateur de Libreville, a reçu un chèque de 1 131 030 million d'euros en réparation de la rançon que lui avait extorquée le chef d'État Omar Bongo Ondimba en 1996[25].

- Mercredi 30 septembre 2009 :
  - Le recomptage des voix de la présidentielle contestée par la Cour constitutionnelle débute et se fera sans les représentants de l'opposition. Ce recomptage a été retardé par des discussions entre les membres de la Cour constitutionnelle et les candidats de l'opposition gabonaise, auteurs de recours en annulation de la présidentielle[26].
  - Le journaliste Jonas Moulenda, du quotidien national L'Union, affirme être recherché et recevoir des menaces de mort depuis 3 semaines en lien avec la série d'articles qu'il a écrit notamment sur les violences post-électorales à Port-Gentil du 23 au 25 septembre. Son enquête met notamment en cause le bilan officiel de trois morts et rapporte des brutalités commises par des forces de l'ordre[27].

### Octobre 2009
- Vendredi 2 octobre 2009 : la Convention nationale des syndicats du secteur éducation (Conasysed, secteur public primaire et secondaire) décident de faire grève lundi pour la rentrée des classes pour obtenir des arriérés de salaires, des primes et une meilleure gestion des ressources humaines. Les professeurs demandent notamment une « prime d'incitation à la fonction enseignante » de 60 000 à 100 000 FCFA (92 à 152 euros), le paiement d'arriérés de salaires ainsi que le paiement des salaires des nouveaux professeurs[28].

- Lundi 5 octobre 2009 : Des militantes de l'opposition décident d'arborer du gris pour exprimer leur « morosité » jusqu'à la fin de la période de contentieux électoral du scrutin présidentiel du 30 août au Gabon : « Nous avons décidé de lancer aujourd'hui ce que nous avons appelé "la révolution grise", à travers le port de foulard ou d'habits de couleur grise jusqu'à ce que la Cour se prononce » sur les requêtes en annulation du scrutin, en cours d'examen[29].

- Vendredi 16 octobre 2009 : Le nouveau président Ali Bongo Ondimba (50 ans), qui a prêté serment ce soir comme président du Gabon, annonce la nomination comme premier ministre de Paul Biyoghé Mba (53 ans), qui occupait déjà cette fonction depuis le 17 juillet, durant la période de transition, après la démission de l'ancien premier ministre Jean Eyéghé Ndong pour se porter candidat à l'élection présidentielle. Lors de son discours d'investiture, le nouveau président a promis un « Gabon exempt de corruption » et vivant « en paix » : « Je veux un Gabon exempt de la corruption et de l'injustice. Je veux un Gabon où les élites circulent et se renouvellent. Je veux un Gabon où la justice est au service de tous […] Je veux un Gabon où les plus méritants sont récompensés et où la sanction juste est infligée à ceux qui commettent des fautes »[30].

- Samedi 17 octobre 2009 : le premier ministre, Paul Biyoghé Mba, nomme son nouveau gouvernement composé d'une équipe restreinte de 30 membres — contre 44 dans le précédent —, dont 12 anciens aux postes clés : Paul Toungui (Affaires étrangères), Laure Olga Gondjout (Communication), Jean-François Ndongou (Intérieur), Julien Nkoghe Bekalé (Mines, Pétrole et Hydrocarbures) ou Blaise Louembe (Budget), Angélique Ngoma (Défense), Émile Doumba (Relations avec le Parlement). Parmi les nouveaux ministres : Jean Félix Mouloungui (Petites et moyennes entreprises)[31].

- Lundi 19 octobre 2009 : premier Conseil des ministres du nouveau président Ali Bongo Ondimba a mis en place des mesures d'austérité pour ralentir le train de vie de l'État, en supprimant des postes de ministres et limitant le nombre de conseillers par ministère, visant à éviter les dérives passées lorsque certains ministres faisaient embaucher par leur ministère famille, clan et amis.

- Jeudi 22 octobre 2009 : le nouveau gouvernement procède depuis cette semaine à un véritable « tsunami administratif » de hauts fonctionnaires et à une opération de suppression de dizaines de postes, tant à la présidence que dans les ministères. Le nouveau président Ali Bongo Ondimba décide de nommer lui-même tous les directeurs et secrétaires généraux des ministères. Ses zélateurs parlent « d'ouragan salvateur », ses détracteurs « d'épuration » mettant en péril le fonctionnement de l'État. Selon le communiqué du Conseil des ministres, il s'agit à la fois « d'amorcer le processus de renforcement des recettes publiques à affecter en priorité aux dépenses d'intérêt national » et de « mettre un terme aux promotions parfois guidées par le repli identitaire, le clanisme et le clientélisme politique, source d'inertie et d'inefficacité »[32].

### Novembre 2009
- Mardi 10 novembre 2009 : Le directeur général de la filiale gabonaise de la société pétrolière suisse Addax est condamné à trois mois de prison ferme, de dommages et intérêts et d'amendes, pour « licenciement abusif » et « outrage à magistrat » et écroué à Port-Gentil. Addax a été achetée par le géant chinois Sinopec en juin 2009 pour un montant de 7,2 milliards $US[33].

### Décembre 2009
- Jeudi 10 décembre 2009 : Le président Ali Bongo Ondimba est reçu par le pape Benoît XVI et s'est ensuite entretenu avec le secrétaire d'État, le cardinal Tarcisio Bertone. Le président Ali Bongo est de religion musulmane, mais le Vatican cherche à faire reconnaître, « la contribution des catholiques au progrès du pays et du peuple gabonais, notamment en matière d'éducation ».